# Азимов, Абдусамат
Абдусамат Азимов (тадж. Абдусамад Азимов; 1929, Комсомолабадский район — 1975, Ленинский район) — звеньевой колхоза имени Сталина Кокташского района Сталинабадской области Таджикской ССР. Герой Социалистического Труда (01.03.1948).

## Биография
Родился в 1929 году в кишлаке Тегерми Гармского округа Таджикской ССР (ныне — Нурабадского района Таджикистана). Таджик.
В период Великой Отечественной войны несовершеннолетним трудился в хлопководческом колхозе имени Сталина Кокташского района Сталинабадской области (ныне — Рудакинский район Таджикистана). С 1947 года возглавлял звено колхозных хлопководов. В первый год 19-летний звеньевой получил большой урожай — 91,4 центнера хлопка с гектара на площади 3 гектара.
Указом Президиума Верховного Совета СССР от 1 марта 1948 года за получение высокого урожая хлопка при выполнении колхозом обязательных поставок и натуроплаты за работу МТС в 1947 году и обеспеченности семенами зерновых культур для весеннего сева 1948 года Азимову Абдусамату присвоено звание Героя Социалистического Труда с вручением ордена Ленина и золотой медали «Серп и Молот».
С 1949 по 1953 год работал заместителем председателя колхоза имени Сталина (позже переименованного в колхоз имени Ленина).
В 1954 году перешёл на комсомольскую работу, став инструктором Кокташского райкома ЛКСМ Таджикистана.
В 1957—1960 годах трудился рабочим в управлении «Энергострой», с 1960 года и до конца жизни — слесарем в тресте «Средазэнергомонтажизоляция» Министерства монтажных и специальных строительных работ СССР в Кокташском (с 1970 года — в Ленинском районе Таджикской ССР.
Жил в Ленинском (ныне — Рудакинском) районе Таджикистана. 
Умер в 1975 году. Похоронен в Район Рудаки.

## Награды
- Золотая медаль «Серп и Молот» (01.03.1948)
- Орден Ленина (01.03.1948)
- Медаль «В ознаменование 100-летия со дня рождения Владимира Ильича Ленина»
- Медаль «За доблестный труд в Великой Отечественной войне 1941—1945 гг.»
- Почётная Грамота Президиума Верховного Совета Таджикской ССР
- иные медали, дипломы